# БК Фанатик
 МБК бициклистички клуб Фанатик Нови Сад је бициклистички клуб из Новог Сада и основан је 1993. године и тренутно је најстарији и најтрофејнији клуб за планински бициклизам у Србији. Такмичари Фанатика наступају на локалним тркама, на тркама маунтин бајк лиге, маратонима као и тркама у сродним дисциплинама. Бележе се и резултати клуба ван Србије, било као клуб или клупских такмичара у саставу Српске репрезентације за брдски бициклизам. Поред овога клуб организује сваке године Фрушкогорски маунтин бајк маратон који се одржава недељу дана после пешачког; и трку лиге која ће ове године бити рангирана трка друге категорије по Светској бициклистичкој унији.
Маунтин бајк клуб Фанатик је организатор највећег и најстаријег Маунтин бајк маратона на територији Републике Србије, под именом Фрушкогорски МТБ маратон Иван Давосир. Први Фрушкогорски МТБ маратон је одржан 1992. године. Од тада се одржава сваке године у мају месецу на Фрушкој Гори, са стартом на Поповици. Маратон се дели на: Мали и Велики.

## Састав такмичарског тима у сезони 2010-2011.
| Име                 | Категорија             |
| ------------------- | ---------------------- |
| Оливер Штрбац       | сениор                 |
| Иво Трипуновић      | сениор                 |
| Ванеса Дурман       | испод 23 године (жене) |
| Немања Краљић       | испод 23 године        |
| Бојан Тешевић       | испод 23 године        |
| Владан Травичић     | јуниор                 |
| Бранислав Вранчић   | јуниор                 |
| Милорад Стојичић    | јуниор                 |
| Никола Шибар        | јуниор                 |
| Александар Растовић | јуниор                 |
| Невена Давосир      | кадеткиња              |
| Слободан Раковић    | кадет                  |
| Владимир Рајковић   | кадет                  |
| Иван Давосир        | мастерс                |
| Александар Мирковић | мастерс                |
| Дејан Јојкић        | хоби спорт             |
| Данијел Капитањ     | хоби спорт             |